# Rio Piorini
Rio Piorini, é um rio no estado do Amazonas, no noroeste do Brasil. Termina no Lago Piorini, que está conectado ao rio Amazonas (seção Solimões ) por meio de uma série de canais e pântanos. O lago está localizado ao norte do rio Amazonas, em frente à cidade de Coari . 

Nascente: Amazonas
Foz: Rio Amazonas
País: Brasil